# Nikolai Dedaev
 (mars 2023).
Nikolai Alekseevich Dedaev né le 25 octobre 1897 dans l'Empire russe et mort le 25 juin 1941 à Liepāja , est un général soviétique.

## Biographie
Le 14 mars 1941, il commande la 67e division d'infanterie (Union soviétique). Il décède le 25 juin 1941 alors que la 67e division d'infanterie (Union soviétique) doit défendre la ville de Liepāja  contre la Wehrmacht, lors de l'opération l'opération Barbarossa.  